# إيفون مارتن
إيفون مارتن (بالفرنسية: Yvonne Martin)‏ هي مونتيرة فرنسية، (ولدت في باريس في فرنسا 1912 – 1994 م).

## وصلات خارجية
- ايفون مارتن على موقع IMDb (الإنجليزية)
- ايفون مارتن على موقع ألو سيني (الفرنسية)
- ايفون مارتن على موقع أول موفي (الإنجليزية)
- ايفون مارتن على موقع قاعدة بيانات الأفلام السويدية (السويدية)
- ايفون مارتن على موقع قاعدة بيانات الفيلم (الإنجليزية)
- ايفون مارتن على موقع كينوبويسك (الروسية)